# Ротман, Йоран
Йоран Ротман, или Георг Ротман (швед. Göran Rothman, Georg Rothman, 30 ноября 1739 — 3 декабря 1778), — шведский ботаник и медик, один из «апостолов Линнея».

## Биография
Йоран Ротман родился в провинции Смоланд 30 ноября 1739 года в семье врача Юхана Стенссона Ротмана (1684—1763), медика и преподавателя гимназии (среди его учеников был и Карл Линней).
Йоран Ротман учился в Уппсальском университете. Его учителем был выдающийся шведский учёный Карл Линней. Йоран Ротман получил докторскую степень по медицине. С 1773 по 1776 год он работал в Тунисе и Ливии.
Йоран Ротман умер в Стокгольме 3 декабря 1778 года.

## Научная деятельность
Йоран Ротман специализировался на семенных растениях.

## Почести
Друг Йорана Ротмана, ботаник Карл Тунберг, назвал в его честь род растений Rothmannia семейства Мареновые.